# Skyways
Skyways was een Zweedse luchtvaartmaatschappij met als thuishaven Linköping. Ze leverde reguliere regionale en nationale diensten.

## Geschiedenis
De luchtvaartmaatschappij werd in 1987 gesticht en was eerder bekend als Avia. Op 15 juli 1991 nam zij Salair over en in maart van datzelfde jaar Highland Air. Een partnerschap werd gesloten met Scandinavian Airlines (SAS), die in april 1989 25% van de aandelen kreeg. De eigenaren zijn Salenia (72,7%), SAS (25%) en Janus (2,3%).
Op 22 mei 2012 werden alle vluchten gestaakt en hebben de eigenaars van Skyways voor het bedrijf faillissement aangevraagd. De SJ (Zweedse spoorwegen) biedt gedupeerde reizigers vervoer aan op deze dag.

## Vloot
De vloot van Skyways bestond op 22 mei 2012 uit de volgende 19 vliegtuigen.
- 2 Embraer ERJ 135
- 6 Embraer ERJ 145
- 11 Fokker 50